# NK Ravnice
Nogometni klub Ravnice hrvatski je nogometni klub iz Ravnica, Zagreb. Trenutačno se natječe u 3. NL – Centar.

## Povijest
Klub je osnovan 1936. pod imenom Tekstilac. Zabranjen je 18. svibnja 1941. na temelju odluke povjerenika za šport NDH.
Tekstilac je obnovljen 19. lipnja 1945., nakon Drugog svjetskog rata, kao klub tekstilnih radnika i službenika. Tekstilac se 10. listopada 1946. ujedinjuje s Amaterom, Grafičarom i Slobodom u Zagreb.
Klub ponovno djeluje od prosinca 1949., a krajem kolovoza 1953. spaja se sa Saobraćajem. Godine 1991. ujedinjuje se s Prvomajskom te do 1993. djeluje pod imenom Tekstilac Prvomajska. Tijekom narednih nekoliko godina više puta mijenja ime: od 1993. do 1997. zvao se Tekstilac, od 1997. do 1999. Agrariacoop, od 1999. do siječnja 2000. ponovno Tekstilac. Od siječnja 2000. djeluje pod imenom Tekstilac-Ravnice.
U sezoni 2017./18. mijenja ime iz Tekstilac-Ravnice u Ravnice.

## Nastupi u završnicama kupa

#### Kup maršala Tita
1950.
- pretkolo: FK Naša krila Zemun – NK Tekstilac Zagreb 0:3
- šesnaestina završnice: NK Sobota Murska Sobota – NK Tekstilac Zagreb 5:3

## Vanjske poveznice
- Službena web-stranica
- Profil, Facebook
- Profil, Instagram
- Profil, TikTok
- Profil, HNS Semafor
- Profil, Nogometni leksikon